# خط متروبوليتان
خط المتروبوليتان هو خط مترو أنفاق لندن، والذي يعمل من ألدجيت في مدينة لندن إلى أميرشام في باكينجهامشير.